# United Prisoners Union
Die United Prisoners Union (UPU) ist eine US-amerikanische Gefangenengewerkschaft mit Sitz in Sacramento und wurde 1970 gegründet.
1970 veröffentlichte die UPU ihre Bill of Rights.
1973 spaltete sie sich in die von Willie Holder geführte Prisoners Union und die von Popeye Jackson geführte United Prisoners Union auf.
Mit den Prairie Fire Organizing Committee (PFOC) schaffte sie es Ende der 1970er Jahre, bei den Vereinten Nationen Petitionen für US-Strafgefangene einzureichen.